# Катеринівка (Білопільська міська громада)
Катери́нівка — село в Україні, у Білопільській міській громаді Сумського району Сумської області. Населення становить 117 осіб. До 2018 орган місцевого самоврядування - Павлівська сільська рада.

## Географія
Село Катеринівка розташоване на відстані 1 км від лівого берега річки Павлівка, вище за течією на відстані 2 км розташоване село Мукіївка, нижче за течією на відстані 1 км на протилежному березі розташоване село Павлівка.
По селу тече струмок, що пересихає із загатами.

## Історія
За даними на 1864 рік у власницькому селі Сумського повіту Харківської губернії мешкало 377 осіб (182 чоловічої статі та 195 — жіночої), налічувалось 22 дворових господарств.
Село постраждало внаслідок геноциду українського народу, проведеного урядом СССР 1923-1933 та 1946-1947 роках[джерело?].
12 червня 2020 року, відповідно до розпорядження Кабінету Міністрів України № 723-р «Про визначення адміністративних центрів та затвердження територій територіальних громад Сумської області», село увійшло до складу Білопільської міської громади.
19 липня 2020 року, в результаті адміністративно-територіальної реформи та ліквідації Білопільського району, село увійшло до складу новоутвореного Сумського району.

#### Російське вторгнення в Україну (з 2022)
Внаслідок повномасштабного вторгнення, ⁣ село перестало існувати.“Такі села, як Волфино, Шпиль, Катеринівка – жодної людини там на сьогодні немає. Волфино цілком знищене, Шпиль також зруйнований".
28 липня 2024 року село знову обстріляли російські агресори. Зафіксовано 1 вибух, ймовірно ФПВ-дрон; 8 вибухів, ймовірно ствольна артилерія 122 мм.
29 липня 2024 року населений пункт вчергове обстріляли російські війська. Зафіксовано 3 обстріли: 5 вибухів, ймовірно ФПВ-дрон.
3 серпня 2024 року російські війська знову обстріляли село. Зафіксовано 5 вибухів, ймовірно ствольна артилерія 122 мм.
17 серпня 2024 року оперативне командування «Північ» повідомило про обстріли Сумської області. Серед постраждалих населених пунктів село Катеринівка – 3 обстріли: 3 вибухи, ймовірно ФПВ-дрон.  
26 серпня 2024 року російські загарбники продовжували обстрілювати прикордонні території Сумської області. Зокрема в селі зафіксовано 3 вибухи, ймовірно КАБ; 2 обстріли: 11 вибухів, ймовірно міномет 120 мм; 2 обстріли: 2 вибухи, ймовірно ФПВ-дрон.    
27 серпня 2024 року оперативне командування «Північ» інформує про обстріли села. Зафіксовано 3 вибухи, ймовірно ствольна артилерія 152 мм; 7 вибухів, ймовірно міномет 120 мм. 